# Banja (okręg zlatiborski)
Banja (cyr. Бања) – wieś w Serbii, w okręgu zlatiborskim, w gminie Priboj. W 2011 roku liczyła 3013 mieszkańców.